# Kopf eines babylonischen Herrschers

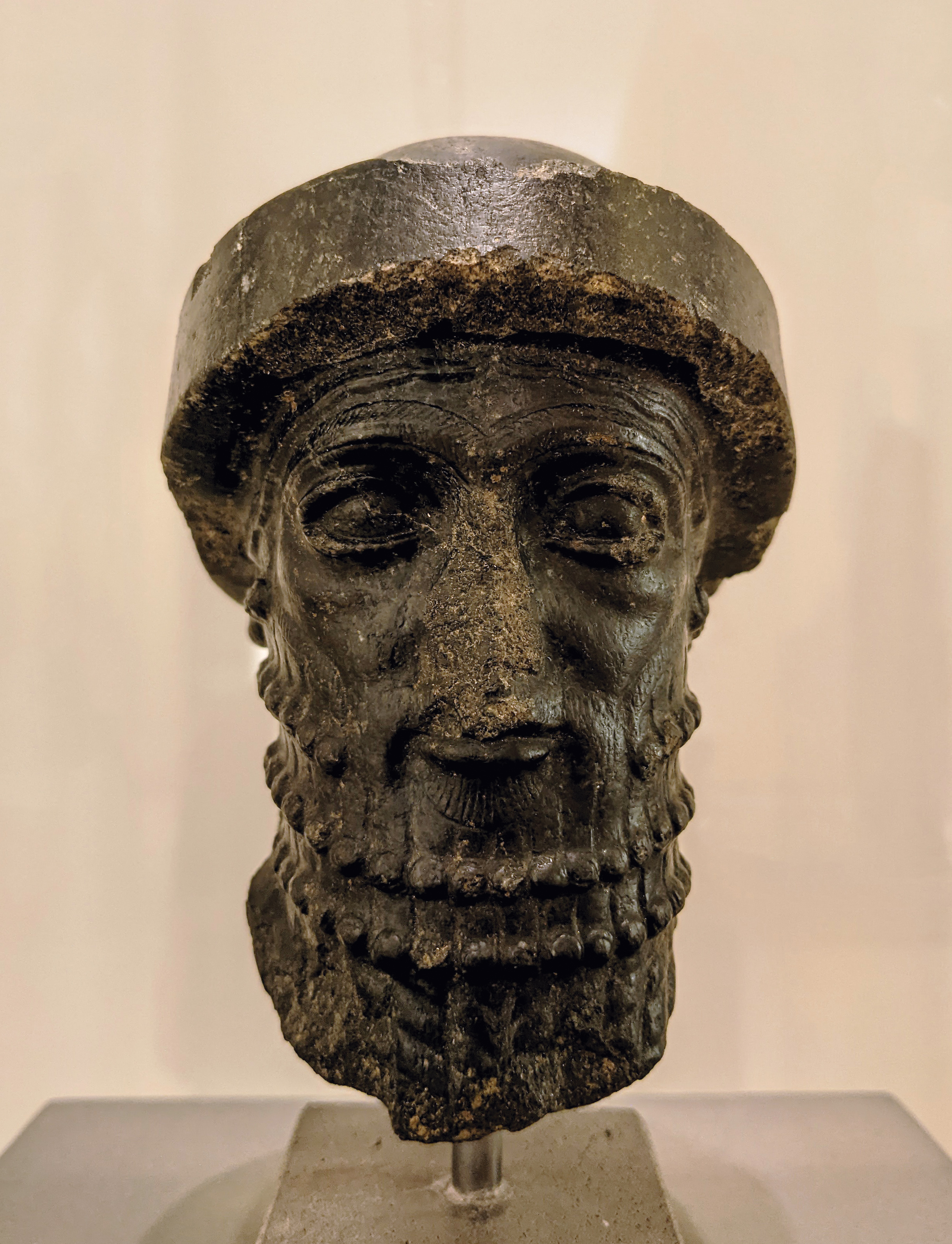
Kopf eines babylonischen Herrschers, Vorderansicht

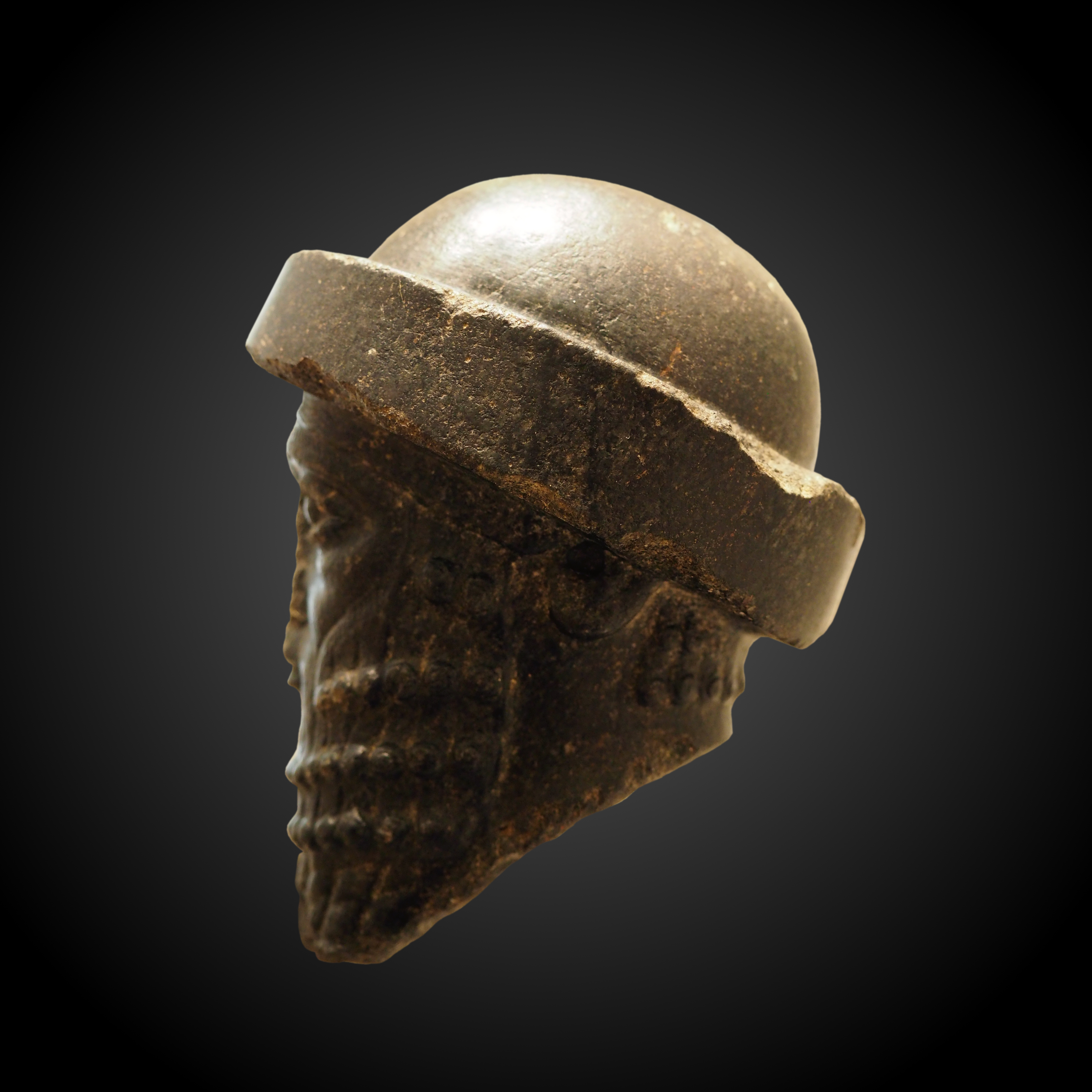
Kopf eines babylonischen Herrschers, Seitenansicht

Der Kopf eines babylonischen Herrschers wurde in Susa am Anfang des zwanzigsten Jahrhunderts bei Grabungen durch Jacques de Morgan gefunden und befindet sich heute im Louvre (Inventar Nummer Sb 95) in Paris. Er ist etwa 15 cm hoch und aus Diorit gearbeitet. Er gilt als einer der Meisterwerke orientalischer Kunst und wird in der Literatur oft als Bild des Hammurabi (etwa 1792 bis zu 1750 v. Chr.) identifiziert. Diese Zuordnung ist jedoch unsicher.
Der dargestellte Mann trägt einen langen, gelockten Bart. Auf dem Kopf befindet sich eine runde Kappe. Auf der Stirn sind unter der Kappe Haare zu sehen. Die Augenbrauen sind stilisiert und vorne zusammengewachsen. Die Nase ist zum größten Teil zerstört. Die Wangen sind eingefallen. Unter den Augen und an der Nase sind sanfte Furchen in den Stein gemeißelt.
Aus stilistischen Gründen kann es in die altbabylonische Zeit datiert werden. Wegen der Form der Kopfbedeckung, bei der es sich um eine mesopotamische Kopfbedeckung für Könige handelt, sowie der Ausführung der Augenbrauen und der Haare wird es sich hier um einen mesopotamischen Herrscher handeln, obwohl die Skulptur in Susa gefunden wurde. In Susa fanden sich zahlreiche mesopotamische Kunstwerke, die dorthin als Beutestücke nach Feldzügen aus Eschnunna im 12. Jahrhundert v. Chr. gelangt waren.
Die Furchen unter den Augen und an der Nase geben dem Bildnis einen weltmüden Ausdruck. Edith Porada sieht ägyptischen Einfluss und vergleicht den Kopf mit Darstellungen der ägyptischen Könige Sesostris III. und Amenemhet III., die auch durch ihren vergleichbaren weltmüden Ausdruck und Realismus auffallen. Betty L. Schlossman vergleicht den Kopf ebenfalls mit solchen aus Ägypten, aber auch mit Darstellungen von König Ur-Nammu (etwa 2112 bis 2095 v. Chr.), denen der Kopf näher stehe als Abbildungen von Hammurabi. Sie schlägt vor, dass hier Sumulael (etwa 1880 v. Chr. bis 1845 v. Chr.), der später als der eigentliche Gründer des altbabylonischen Reiches gilt, dargestellt sei.